# اوتو استفان
اوتو استفان (انگلیسی: Otto Steffen; ۹ اوت ۱۸۷۴ – ۷ نوامبر ۱۹۵۷) ژیمناست هنری و ورزشکار سه‌گانه اهل ایالات متحده آمریکا بود.